# Orcinus rectipinnus
Orcinus rectipinnus – gatunek walenia z rodziny delfinowatych (Delphinidae). Został wyodrębniony z O. orca w 2024 roku na podstawie danych morfologicznych i genetycznych. Występuje w Oceanie Spokojnym; nie został jeszcze poddany ocenie zagrożenia przez Międzynarodową Unię Ochrony Przyrody i Jej Zasobów.

## Taksonomia
Gatunek po raz pierwszy zgodnie z zasadami nazewnictwa binominalnego opisał w 1869 roku amerykański anatom porównawczy i paleontolog Edward Drinker Cope, umieszczając go w rodzaju Orca i nadając mu epitet gatunkowy rectipinna. Miejsce typowe to według oryginalnego opisu obszar na południe od Kalifornii. Holotyp fizycznie nie istniał, Cope swój opis oparł na tekście i rysunku wykonanym przez amerykańskiego wielorybnika, przyrodnika i pisarza, Charlesa Melville’a Scammona. Jako że holotyp nie istnieje, w 2024 roku wyznaczono neotyp, którym jest czaszka fizycznie dojrzałego samca (sygnatura USNM:MAMM:594671) ze zbiorów Narodowego Muzeum Historii Naturalnej w Waszyngtonie. Czaszkę zebrał 22 września 1966 roku J.E. Eckberg, niedaleko San Francisco, w Kalifornii, w Stanach Zjednoczonych.
We wcześniejszych ujęciach systematycznych do rodzaju Orcinus należał tylko jeden gatunek – orka oceaniczna (O. orca), chociaż dowody genetyczne, morfologiczne i ekologiczne wskazywały, że w północno-wschodnim Oceanie Spokojnym istnieją trzy ekotypy O. orca (osiadły, wędrowny i żyjący na pełnym morzu), które mogły być odrębnymi gatunkami lub podgatunkami. W 2024 roku amerykańsko-kanadyjski zespół biologów morskich wykonał analizę, opierając się na danych morfologicznych, która wykazała, że orki ze wschodniej części północnego Oceanu Spokojnego są odrębnym gatunkiem; takiego podziału nie zaakceptowały niektóre ujęcia systematyczne.

### Etymologia
- Orcinus: łac. orca ‘jakiś gatunek walenia’; przyrostek -inus ‘należący do, odnoszący się do’[13].
- rectipinnus: łac. rectus ‘prosty, pionowo’, od regere ‘prowadzić’; -pennis ‘-płetwy’, od penna ‘pióro’[4].

## Rozmieszczenie geograficzne
O. rectipinnus występują we wszystkich wodach wschodniej części północnego Oceanu Spokojnego; zasięg rozciąga się od co najmniej północnej części Kalifornii Dolnej w Meksyku, na zachód aż do wschodniej Rosji i północnej Japonii w zachodniej części Oceanu Spokojnego. Spotykane są również w Morzu Ochockim i w wodach Oceanu Arktycznego (np. w Morzu Czukockim). Najczęściej widywane są nad szelfem kontynentalnym i w wodach przybrzeżnych, ale mogą również występować w wodach oceanicznych poza krawędzią szelfu kontynentalnego.

## Morfologia
Długość ciała u samic dochodzi do 710 cm, zaś u samców do 830 cm; masa ciała u samic wynosi 4700 kg, natomiast u samców 6600 kg. Występuje dymorfizm płciowy w wielkości i masie, przy czym samce są znacznie większe od samic, a w okresie dojrzałości płciowej rozwijają wysoką (dochodzącą do co najmniej 150 cm długości), wyprostowaną płetwę grzbietową oraz znacznie większe płetwy brzuszne i piersiowe. Płetwa grzbietowa znajduje się w pobliżu środka grzbietu. Ciało jest mocno zbudowane, z dużymi płetwami w kształcie łopatek, płetwą ogonową z lekko wypukłą krawędzią spływu, i tępą głową z krótkim, słabo zaznaczonym dziobem. Linia pyska jest prosta, z niewielkim załamaniem w miejscu rozwarcia. Kolor ciała O. rectipinnus to głównie od ciemnoszarego do czarnego, z białym polem brzusznym z płatami rozciągającymi się w górę i do tyłu wzdłuż ogona. Również za okiem znajduje się biała plama, natomiast „plama siodłowa” znajdująca się za płetwą grzbietową jest koloru od jasnoszarego do białego. Dolna szczęka i spód płetwy ogonowej są w większości białe, natomiast płetwy przednie i płetwa grzbietowa są koloru czarnego. Obszary jasne i ciemne są na ogół dobrze zdefiniowane, z wyraźnie zaznaczoną granicą. Każdy rząd zębów górnej i dolnej szczęki zawiera od 10 do 14 dużych, stożkowatych zębów.

## Ekologia i biologia
O. rectipinnus jest gatunkiem wysoce społecznym i występuje w mniejszych grupach osobników, które spokrewnione są z matkami, przy trwałym rozproszeniu samic po urodzeniu pierwszego młodego, chociaż istnieją dowody na wysoki stopień filopatrii wśród samców. Głównym pożywieniem O. rectipinnus są ssaki morskie. Polują na nie z ukrycia i w małych grupach.

## Status zagrożenia
Międzynarodowa Unia Ochrony Przyrody nie nadała jeszcze O. rectipinnus statusu zagrożenia w Czerwonej księdze gatunków zagrożonych (stan w lipcu 2024).